# Theodor Brækken
Theodor Brækken (* 26. Februar 2004) ist ein norwegischer Skirennläufer. Er startet hauptsächlich in den technischen Disziplinen Riesenslalom und Slalom.

## Karriere
Brækken gab sein internationales Renndebüt am 14. Oktober 2020 bei einem Rennen der FIS Entry League in der Skihalle Snø. Sein erstes internationales Großereignis bestritt er im Februar 2022, als er am Europäisches Olympisches Winter-Jugendfestival in Vuokatti teilnahm. Dort verpasste er als Vierter im Slalom eine Medaille nur um eine Hundertstelsekunde, im Parallelslalom wurde er Achter.
Bei den ein Jahr später stattfindenden Juniorenweltmeisterschaften in St. Anton wurde Brækken Vierter im Riesenslalom. Auch dieses Mal verpasste er das Podest nur knapp. Auch 2024 sollte er bei den Juniorenweltmeisterschaften keine Medaille gewinnen. Wieder wurde er Vierter, dieses Mal im Slalom.
Erfolgreicher lief es für Brækken im Europacup. So konnte er kurz nach den Weltmeisterschaften in St. Anton, am 17. Februar 2023, seinen ersten Podestplatz im Europacup erreichen. 
Am 18. November 2023 gab er beim Slalom von Gurgl sein Weltcupdebüt, wobei er jedoch die Qualifikation für den zweiten Durchgang verpasste. Seine ersten Weltcuppunkte gewann er beim Slalom am Ganslernhang in Kitzbühel am 21. Januar 2024 mit Rang 25.
Seinen ersten Sieg im Europacup konnte Brækken am 6. Februar 2024 beim Slalom von Gstaad feiern. Mit einer starken Saison, in der er in nur drei Rennen schlechter als Fünfter klassiert war, gewann er die Europacupwertung im Slalom, wodurch er einen Fixstartplatz außerhalb des Nationenkontingents für die Weltcupsaison 2024/25 erhält.

## Erfolge

### Weltcup
- Eine Platzierung unter den besten 30

### Juniorenweltmeisterschaften
- St. Anton 2023: 4. Riesenslalom, 15. Super-G, DNF Slalom
- Haute-Savoie 2024: 4. Slalom, 7. Alpine Team Kombination, 16. Riesenslalom

### Europacup
- Saison 2023/24: 1. Slalomwertung
- 6 Podestplätze, davon 2 Siege

| Datum           | Ort     | Land     | Disziplin |
| --------------- | ------- | -------- | --------- |
| 6. Februar 2024 | Gstaad  | Schweiz  | Slalom    |
| 11. März 2024   | Kläppen | Schweden | Slalom    |

### Europäisches Olympisches Winter-Jugendfestival
- Vuokatti 2021: 4. Slalom, 8. Parallelslalom

### Weitere Erfolge
- Norwegischer Vizemeister im Riesenslalom (2024)
- Bronze bei den norwegischen Meisterschaften im Slalom (2024)
- 14 Siege bei FIS-Rennen